# Zinzi Xulu
Zinzi Xulu (* 28. September 1996 als Zinzi Chabangu) ist eine südafrikanische Leichtathletin, die im Weit- und Dreisprung an den Start geht. Aktuell ist sie Inhaberin des Landesrekordes im Dreisprung.

## Sportliche Laufbahn
Erste internationale Erfahrungen sammelte Zinzi Xulu bei den Jugendweltmeisterschaften 2013 in Donezk, bei denen sie mit 12,36 m in der Dreisprungqualifikation ausschied und im Weitsprung keinen gültigen Versuch zustande brachte. Auch bei den Juniorenweltmeisterschaften im Jahr darauf in Eugene erreichte sie in beiden Disziplinen nicht das Finale. 2015 gewann sie bei den Juniorenafrikameisterschaften in Addis Abeba mit 13,03 m die Bronzemedaille im Dreisprung und wurde mit 4,95 m Zwölfte im Weitsprung. Anschließend nahm sie an der Sommer-Universiade in Gwangju teil und konnte sich in beiden Bewerben nicht für das Finale qualifizieren. Bei den Afrikaspielen in Brazzaville klassierte sie sich mit 13,00 m auf dem fünften Rang im Drei- und mit 6,08 m auf dem siebten im Weitsprung. 2018 gewann sie bei den Afrikameisterschaften in Asaba mit 13,59 m die Silbermedaille hinter der Nigerianerin Grace Anigbata und belegte mit 6,14 m Rang vier im Weitsprung. Anschließend wurde sie beim Leichtathletik-Continentalcup in Ostrava mit 12,89 m Vierte. 
2019 schied sie bei den Studentenweltspielen in Neapel mit 5,97 m im Weitsprung in der Qualifikation aus und wurde mit 13,42 m Sechste im Dreisprung. Bei den Afrikaspielen in Rabat gewann sie mit 13,59 m die Bronzemedaille im Dreisprung hinter der Nigerianerin Anigbata und Jamaa Chnaik aus Marokko. Zudem wurde sie im Weitsprung mit 6,15 m Fünfte. 2024 verbesserte sie den Landesrekord im Dreisprung auf 14,05 m und belegte bei den Afrikameisterschaften in Douala mit 13,25 m den fünften Platz. 
In den Jahren 2019, 2021 und 2023 wurde Xulu südafrikanische Meisterin im Dreisprung.

## Persönliche Bestleistungen
- Weitsprung: 6,55 m (+0,4 m/s), 27. April 2019 in Germiston
- Dreisprung: 14,05 m (+0,6 m/s), 18. Mai 2024 in Pretoria (südafrikanischer Rekord)